# Мецен (Зегеберг)
Мецен (њем. Mözen) општина је у њемачкој савезној држави Шлезвиг-Холштајн. Једно је од 95 општинских средишта округа Зегеберг. Према процјени из 2010. у општини је живјело 454 становника. Посједује регионалну шифру (AGS) 1060057.

## Географски и демографски подаци
Мецен се налази у савезној држави Шлезвиг-Холштајн у округу Зегеберг. Општина се налази на надморској висини од 21 метра. Површина општине износи 7,7 km². У самом мјесту је, према процјени из 2010. године, живјело 454 становника. Просјечна густина становништва износи 59 становника/km².

## Међународна сарадња
| Мјесто            | Држава    | Врста сарадње | Од    |
| ----------------- | --------- | ------------- | ----- |
| Веро              | Естонија  | партнерство   | 1990. |
|                   | Пољска    | партнерство   | 1995. |
| Кирјат Моцгин     | Израел    | партнерство   | 1984. |
| Рихимеки          | Финска    | партнерство   | 1954. |
| Егр               | Француска | партнерство   | 1987. |
|                   | Француска | партнерство   | 1988. |
|                   | Пољска    | партнерство   | 1996. |
| Текел             | Мађарска  | партнерство   | 1993. |
| Јужни Даблин      | Ирска     | партнерство   | 1997. |
| Полва             | Естонија  | партнерство   | 1993. |
| Дравско Поморскје | Пољска    | контакт       | 1991. |
| Сомерстет         | Данска    | партнерство   | 1954. |
| Извор             |           |               |       |